# Hannah Pritchard
Hannah Pritchard (1711-1768), nacida Hannah Vaughan, fue una actriz de teatro británica.

## Biografía
De origen inglés, se casó muy joven con el actor William Pritchard. En un principio llamó la atención como cantante en la Feria de Bartholomew de 1733, pero no tardó mucho en participar en una gran variedad de obras, sobre todo comedias, de los teatros Haymarket, Covent Garden y Drury Lane. 
Se unió a la compañía de este último en 1747, cuando David Garrick ocupó su dirección, y allí permanecería durante los siguientes veinte años. Su última aparición fue en abril de 1768, pocos meses antes de su fallecimiento, cuando interpretó a Lady Macbeth, uno de sus mejores roles, en la tragedia de William Shakespeare. Su hija, que había estudiado con Garrick y cuya belleza había causado sensación cuando debutó en octubre de 1756, no estuvo a la altura de las expectativas y se retiró de los escenarios al mismo tiempo que su madre.